# René Aphing Kouassi
Pour les articles homonymes, voir Kouassi.
René  Aphing Kouassi, est un magistrat et un homme politique de Côte d'Ivoire. 
Il a été ministre de la Défense de janvier 2006 à avril 2007,.
Il a été président de la Cour suprême de février 2015 à avril 2020, lorsque le Président Ouattara met fin à ses fonctions à la suite de l'entrée en vigueur de la nouvelle constitution,.

## Formation
Il a fréquenté à la Faculté de Droit et de Sciences Economiques de l'Université nationale de Côte d'Ivoire, aujourd'hui Université Félix-Houphouët-Boigny, puis a effectué un stage théorique à l'École nationale de la magistrature de Paris et un stage à Nancy.